# Stazione meteorologica di Abbiategrasso
La stazione meteorologica di Abbiategrasso è la stazione meteorologica di riferimento relativa alla località di Abbiategrasso.

## Coordinate geografiche
La stazione meteo si trova nell'Italia nord-occidentale, in Lombardia, nella città metropolitana di Milano, nel comune di Abbiategrasso, a 122 metri s.l.m. e alle coordinate geografiche 45°24′N 8°55′E.

## Dati climatologici
In base alla media trentennale di riferimento 1961-1990, la temperatura media del mese più freddo, gennaio, si attesta a +0,8 °C; quella del mese più caldo, luglio, è di +24,6 °C .
| Abbiategrasso      | Mesi | Mesi | Mesi | Mesi | Mesi | Mesi | Mesi | Mesi | Mesi | Mesi | Mesi | Mesi | Stagioni | Stagioni | Stagioni | Stagioni | Anno |
| Abbiategrasso      | Gen  | Feb  | Mar  | Apr  | Mag  | Giu  | Lug  | Ago  | Set  | Ott  | Nov  | Dic  | Inv      | Pri      | Est      | Aut      | Anno |
| ------------------ | ---- | ---- | ---- | ---- | ---- | ---- | ---- | ---- | ---- | ---- | ---- | ---- | -------- | -------- | -------- | -------- | ---- |
| T. max. media (°C) | 3,5  | 6,7  | 12,5 | 18,3 | 23,0 | 28,8 | 30,8 | 28,8 | 24,4 | 17,0 | 10,3 | 4,9  | 5,0      | 17,9     | 29,5     | 17,2     | 17,4 |
| T. min. media (°C) | −2,0 | −0,7 | 3,7  | 8,0  | 12,2 | 16,4 | 18,4 | 17,5 | 14,4 | 9,0  | 4,2  | −0,5 | −1,1     | 8,0      | 17,4     | 9,2      | 8,4  |